# Ataenius utahensis
Ataenius utahensis är en skalbaggsart som beskrevs av Cartwright 1974. Ataenius utahensis ingår i släktet Ataenius och familjen Aphodiidae. Inga underarter finns listade.